# Rivoluzione e Contro-Rivoluzione
Rivoluzione e Contro-Rivoluzione (Revolução e Contra-Revolução) è il titolo di un'opera dello storico e politico cattolico tradizionalista brasiliano Plinio Corrêa de Oliveira, nel quale viene espresso il pensiero della scuola cattolica contro-rivoluzionaria sulla crisi della civiltà cristiana occidentale animata dalla Chiesa cattolica.

## Storia
L'opera venne pubblicata nel 1959 con prefazione dell'allora nunzio apostolico in Perù, Romolo Carboni, e rappresentò il fondamento della "Società brasiliana per la difesa della tradizione, famiglia e proprietà" ("TFP"), fondata nel 1960. La prima edizione uscì in Italia nel 1963.
Era divisa in due parti: Rivoluzione la prima, Contro-rivoluzione la seconda.
In seguito fu completata con una terza parte "Rivoluzione e Contro-Rivoluzione vent'anni dopo", e pubblicata in Brasile nel 1977. Nel 2009 fu pubblicata da Sugarco l'edizione del cinquantenario (1959-2009) con materiali della "fabbrica" del testo e documenti integrativi, sempre con prefazione e cura di Giovanni Cantoni.
Corrêa de Oliveira vede la "missione della Chiesa come unica maestra e guida  dei popoli verso la civiltà perfetta".
Il processo di distruzione della civiltà cristiana occidentale, secondo l'autore, è in corso attraverso un processo in quattro fasi ("Rivoluzione"): la prima religiosa, rappresentata dalla Riforma protestante, accompagnata dall'Umanesimo e dal Rinascimento, la seconda politica, rappresentata dalla Rivoluzione francese, la terza socio-economica, rappresentata dal Comunismo e dalla Rivoluzione di Ottobre, la quarta culturale, rappresentata dal Sessantotto francese.
La "contro-rivoluzione" consiste di contro, secondo l'autore, nella restaurazione dei valori e della civiltà cristiani, tra i quali in particolare il principio di  autorità contro l'egualitarismo, considerato prodotto dell'orgoglio umano, mentre alcune disuguaglianze (ma non tutte) sono "giuste e conformi all'ordine dell'universo", e la moralità contro il liberalismo, considerato prodotto della sensualità.

## Edizioni italiane
- Rivoluzione e Contro-Rivoluzione,  Dell’Albero, 1963
- Rivoluzione e Contro-Rivoluzione, Edizioni di Cristianità, 1972
- Rivoluzione e Contro-Rivoluzione, Edizioni di Cristianità, 1977
- Rivoluzione e Contro-Rivoluzione, Edizioni Luci sull'Est, 1998
- Rivoluzione e Contro-Rivoluzione, Sugarco, 2009